# L'Amant double
L'Amant double is een Frans-Belgische film van François Ozon die werd uitgebracht in 2017.
Het scenario is losjes gebaseerd op de roman Lives of the Twins (1987) van Joyce Carol Oates.

## Samenvatting
Chloé is een museumsuppoost die er wat slordig en slonzig bijloopt. Ze is een tere en kwetsbare jonge vrouw die in een depressie zit. Ze besluit om in psychotherapie te gaan. De sympathieke en empathische zorg van haar psychotherapeut Paul voor haar heeft tot gevolg dat Chloé weer meer aandacht besteedt aan haar uiterlijk en zich opener opstelt tegenover de anderen.
Het duurt niet lang of ze wordt verliefd op Paul. Een paar maanden later gaan de twee samenwonen. Chloé ontdekt echter dat haar minnaar een deel van zijn identiteit voor haar heeft verzwegen. Paul heeft namelijk een tweelingbroer, Louis, die eveneens het beroep van psychotherapeut uitoefent.

## Rolverdeling
| Acteur               | Personage                             |
| -------------------- | ------------------------------------- |
| Marine Vacth         | Chloé                                 |
| Jérémie Renier       | Paul Meyer / Louis Delord             |
| Jacqueline Bisset    | mevrouw Schenker, de moeder van Chloé |
| Dominique Reymond    | mevrouw Wexler, de gynaecoloog        |
| Myriam Boyer         | Rose, de buurvrouw                    |
| Jean-Édouard Bodziak | de jonge psychoanalist                |